# Grobiņa (novads)
Grobiņa (en letton : Grobinas novads) est une ancienne municipalité de Lettonie, située dans la région de Courlande. Créée en 2009, elle est supprimée en 2021 et fusionnée dans la nouvelle municipalité de Courlande-du-Sud.

## Historique
La municipalité de Grobiņa est formée en 2009 dans le cadre de la réforme du district de Liepaja. Elle se compose de quatre pagasts, Barta, Gaviese, Gruobinia et Medze, et d'une ville, Gruobinia, chef-lieu du novads. En 2010, sa population est de 10 220 habitants. En 2020, elle compte 8 347 habitants.
Avec la réforme administrative et territoriale du 1er juillet 2021, elle est supprimée et fusionnée avec Aizpute, Durbe, Nīca, Pāvilosta, Priekule, Rucava et Vaiņode pour former la nouvelle municipalité de Courlande-du-Sud (Dienvidkurzemes novads).